# Мала Гора (Словенія)
Мала Гора (словен. Mala Gora) — поселення в общині Кочев'є, регіон Південно-Східна Словенія, Словенія. Висота над рівнем моря: 487,6 м.